# Hệ thống nhân vật của Tezuka Osamu
Tezuka Osamu thường dùng một nhân vật nhiều lần trong các manga khác nhau và với các vai khác nhau. Nói cách khác, ông tự tạo cho mình một hệ thống các nhân vật, sau đó tùy câu chuyện, tùy vai mà "chọn" một "diễn viên" sao cho phù hợp. Có lúc tên của nhân vật trùng với tên "diễn viên", cũng có lúc không, và cũng có lúc đọc thì giống, nhưng viết bằng các ký tự thì kanji khác.

## Các "Ngôi Sao"
Atom: Một "diễn viên máy", nhân vật chính trong manga Astro Boy. Đây là một người máy hết sức tốt bụng, kèm theo đó là một sức mạnh siêu phàm. Cậu luôn luôn chiến đấu để chống lại những con người ghét người máy và những kẻ xâm lăng ngoài hành tinh. Atom cũng xuất hiện trong manga Black Jack và trong anime Marine Express.
Black Jack: Xuất hiện lần đầu tiên, đồng thời thủ vai chính trong bộ manga cùng tên. Thường xuyên xuất hiện với một chiếc áo khoác đen. Black Jack là một bác sĩ ngoại khoa giỏi nhưng không có giấy phép hành nghề, có thể thực hiện những ca phẫu thuật khó khăn với giá cắt cổ. Tuy nhiên với người nghèo thì Black Jack lại thường giảm giá gần như cho không. Ngoài manga Black Jack ra, Black Jack còn "đóng" trong một anime Astro Boy như là một bác sĩ bình thường, trong anime Marine Express và anime Phoenix 2772.
Hosuke Sharaku(Cậu bé ba mắt): Nhân vật chính của manga/anime Cậu bé ba mắt. Hosuke luôn có một mẩu băng trên trán để che đi con mắt thứ ba. Khi mẩu băng đó còn thì cậu chỉ là một học sinh bình thường với tính cách hơi trẻ con một chút. Nhưng khi mẩu băng đó bị rơi ra thì Hosuke trở thành một con người hết sức thông minh, luôn có ước mơ thống trị thế giới, kèm theo đó là một sức mạnh hết sức đáng sợ. Phần thiện của cậu không hề biết đến bí mật này, và cũng không nhớ bất kì việc gì mà con người gian ác kia đã làm. Ngoài cậu bé ba mắt ra, Hosuke còn "đóng" trong Buddha và Black Jack, luôn luôn có một mẩu băng trên trán.